# EPrice
ePrice S.p.A (fino al dicembre 2016 Banzai S.p.A) è stata una holding italiana del settore Internet. Era attiva nel mercato del commercio elettronico in Italia, in cui, secondo la reportistica della società al mercato finanziario si posizionava tra i primi operatori locali, in particolare sul segmento della vendita online di tecnologia ed elettrodomestici. Dal 2016 aveva lanciato una nuova gamma di servizi correlati all'installazione e protezione di grandi elettrodomestici.
Oggi la Società, ancora quotata nell'indice FTSE Italia Small Cap della Borsa Italiana ha ceduto tutte le attività internet per effetto di un Concordato della sua Controllata, la ePrice Operations, nel quale la stessa è stata dichiarata fallita il 30 giugno 2022. 
Il sito è gestito dalla società PB Online Srl che lo ha acquistato nel giugno 2022 per circa 6 milioni di euro. La PB Online Srl è compartecipata dalla Portobello Spa e dalla Riba Mundo Tecnología SA.

## Struttura
Dopo la cessione della divisione Vertical Content di Banzai Media a Mondadori e di Saldiprivati al gruppo francese Showroomprive, ePRICE si è focalizzata unicamente sul mercato e-Commerce della tecnologia dove opera oggi con il sito www.eprice.it, dove vengono venduti prodotti e servizi correlati al mondo della famiglia digitale e della casa. L'azienda inoltre possiede un network di 30 punti di consegna e ritiro fisico dei prodotti ordinati online (Pick&Pay) e ha sviluppato una piattaforma di marketplace aperta a venditori esterni.

## Azionisti
I principali azionisti sono il fondatore Paolo Ainio, Pietro Boroli (De Agostini), Micheli Associati S.r.l. e Ugo Colombo.